# Chauvinia pelecinoides
Chauvinia pelecinoides är en stekelart som beskrevs av Heinrich 1938. Chauvinia pelecinoides ingår i släktet Chauvinia och familjen brokparasitsteklar. Inga underarter finns listade i Catalogue of Life.